# ITPR2
L'ITPR2 (pour « Inositol 1,4,5-trisphosphate receptor, type 2 ») est une protéine dont le gène est le ITPR2 et faisant partie des récepteurs de l'inositol trisphosphate.

## Rôles
Il s'agit d'un canal calcique activé par les ions calcium et par l'inositol trisphosphate. Son rôle exact est inconnu mais il interviendrait dans la croissance et dans le métabolisme énergétique ainsi que dans l'apoptose et la cardiogenèse. 
Le calcium, sortant du réticulum endoplasmique à travers ce canal, pourrait entrer dans la mitochondrie via le canal MCU (Mitochondrial calcium uniporter), s'y accumuler, et favoriser l'apparition d'un phénotype senescent .

## En médecine
La mutation de son gène peut provoquer une anhidrose.